# Mikulicz (herb szlachecki)

Mikulicz I

Mikulicz II

Miukulicz – polski herb szlachecki, używany na Litwie i w Galicji.

## Opis herbu
Opis z wykorzystaniem klasycznych zasad blazonowania:
Mikulicz I: W polu błękitnym półksiężyc srebrny, między którego barkami zaćwieczony takiż krzyż, na którego górnym ramieniu pół takiejż lilii. Klejnot: nad hełmem, w koronie trzy pióra strusie. Labry błękitne, podbite srebrem.
Mikulicz II: jak powyższy, ale krzyż złoty (wedle Siebmachera i ilustracji u Ostrowskiego jest to krzyż św. Antoniego), natomiast w opisie Ostrowskiego - zwykły krzyż.

## Najwcześniejsze wzmianki
Herb najwcześniej wymieniany przez Kojałowicza, nieznany Paprockiemu ani Okolskiemu.
Niesiecki w 1740 roku podał, że używali go Mikuliczowie w powiatach mozyrskim i oszmiańskim, pochodzący od Huryna Skumina Lwowicza. Jedni mieli pisać się Radeckimi, drudzy Skuminami. Z nich najwcześniej wymieniony Fedor Mikulicz w 1581 roku, następnie Teodor w nowogródzkiem w 1632 i Teodor Skuminowicz, biskup Gracjanopolis w 1681 roku. Juliusz Karol Ostrowski zauważył, że jest to jakby połączenie Szeligi i Gozdawy.
Zbigniew Leszczyc w 1908 roku przytoczył wizerunek herbu i podał informację, że herbu tego używali Mikulicze na Litwie i Markiewicze w Galicji.
Seweryn Uruski w 1914 roku podał informację, że herb ten jest odmianą Gozdawy i wywodzi się z przedheraldycznego znamienia. Przytacza dwie linie rodziny litewskiej Mikuliczów, z których jedna nosiła przydomek Skumin, druga zaś Radecki. Nazwisko Mikulicz Uruski wywodzi od Mikuły Wasilkowicza, ojca wzmiankowanego w 1525 roku Jacko. Uruski wymienia także Giniewiczów herbu Mikulicz, z których najwcześniej wzmiankowani są Mikołaj, bojar kowieński i Jakutis, bojar żmudzki w 1528 roku. Stanisława Giniewicza z tym herbem miano zapisać do ksiąg szlachty guberni kowieńskiej w 1807 roku. Wedle informacji Uruskiego, szlacheckie pochodzenie z tym herbem w 1787 roku udowodnił przed wydziałem Stanów Galicyjskich Gabriel Markiewicz.
Wariant tego herbu oznaczony jako Mikulicz II przytacza herbarz Siebmachera z 1905 roku, a za nim Ostrowski, przy czym u Siebmachera i na ilustracji u Ostrowskiego krzyż ma formę krzyża św. Antoniego, zaś w opisie Ostrowskiego jest to zwykły krzyż.

## Herbowni
Według Tadeusza Gajla, który listę herbownych skompilował m.in. na podstawie klasycznych herbarzy, uprawnionymi do używania tego herbu były rodziny o nazwiskach: Giniewicz, Girniewicz, Markiewicz, Mikulicz. Kasper Niesiecki wymienia przydomki Skumin i Radecki.